# 11 mai dans les chemins de fer
11 avril 11 juin
Chronologies thématiques
- Croisades
- Sports
- Disney

Cette page concerne les événements qui se sont déroulés un 11 mai dans les chemins de fer.

## Événements

### XIXesiècle
- 1858. Belgique : ouverture à l'exploitation de la ligne de Lichtervelde à Furnes par la Compagnie du chemin de fer de Lichtervelde à Furnes[1].
- 1872. France : Inauguration de la section La Tour-Le Bousquet-d'Orb du chemin de fer de Paulhan à Millau (compagnie du Midi)

### XXIesiècle
- 2001. Pays-Bas : le consortium Infraspeed, regroupant Fluor Daniel, Koninklijke BAM et Siemens, remporte le contrat de 2,5 milliards d'euros pour la construction de la ligne à grande vitesse HSL Zuid, qui doit relier Amsterdam à la frontière belge en 2005.
- 2006. Grèce : le ministre grec des transports et communications, Mihalis Liapis, annonce un plan de 2 milliards d'euros pour moderniser le réseau ferroviaire grec, et notamment la ligne Athènes - Thessalonique.

## Naissances
- x

## Décès
- x